# Contea di Iredell
La contea di Iredell (in inglese Iredell County) è una contea dello Stato della Carolina del Nord, negli Stati Uniti. La popolazione al censimento del 2000 era di 122 660 abitanti. Il capoluogo di contea è Statesville.

## Storia
La contea di Iredell fu costituita nel 1788.